# Cyathea ivohibensis
Cyathea ivohibensis är en ormbunkeart som först beskrevs av Carl Frederik Albert Christensen, och fick sitt nu gällande namn av Janssen och Rakotondr. Cyathea ivohibensis ingår i släktet Cyathea och familjen Cyatheaceae. Inga underarter finns listade.